# Boeing XB-39 Superfortress
Boeing XB-39 „Spirit of Lincoln” – doświadczalna wersja amerykańskiego bombowca Boeing B-29 Superfortress używana jako latające laboratorium dla silników Allison V-3420.  Zbudowano tylko jeden samolot.

## Historia
|                                         | B-29B    | XB-39      |
| --------------------------------------- | -------- | ---------- |
| Masa własna (kg)                        | 31.298   | 33.800     |
| Maks. masa startowa (kg)                | 62.142   | 60.560     |
| Prędkość maks. (km/h)/ na wysokości (m) | 587/7620 | 652/10.668 |
| Prędkość przel. (km/h)                  | 366      | 454        |

Pierwszy samolot serii YB-39 (numer fabryczny 3325, numer seryjny 41-36954, pierwszy lot 2 czerwca 1943) został przekazany zakładom General Motors na zasadzie umowy użyczenia (bailment contract) do użycia jako latające laboratorium dla powstających wówczas silników rzędowych typu Allison V-3420.
Nowy silnik powstał poprzez połączenie dwóch silników Allison V-1710 i wspólnie napędzających wał śmigła.  Planowana moc silników miała wynosić 2600 KM (3000 KM według innego źródła) przy starcie i 2100 KM na wysokości 25.000 stóp (7620 m).  Dodatkowo, program XB-39 miał służyć jako zabezpieczenie na wypadek problemów z produkcją silników Wright R-3350.
„Spirit of Lincoln” został dostarczony United States Army Air Forces na początku 1944, pierwszy lot samolotu odbył się w grudniu.  Prędkość maksymalna wyposażone w te silniki bombowca wzrosła do 405 mil na godzinę na wysokości 35.000 stóp (652 km/h na 10.668 m), a prędkość przelotowa wynosiła 454 km/h.
Osiągi samolotu były lepsze od wersji z silnikami Wright R-3350, ale silniki Allison nie były jeszcze gotowe do produkcji masowej, a w tym czasie rozwiązano także większość innych problemów związanych z silnikami Wright i XB-39 nie wszedł do produkcji seryjnej